# Flavio Miozzo
Flavio Miozzo (Vigodarzere, 29 dicembre 1952) è un dirigente sportivo ed ex ciclista su strada italiano. Ciclista dilettante dal 1974 al 1976 e professionista dal 1977 al 1982, dopo il ritiro dalle corse si è distinto, dal 1992, come direttore sportivo per formazioni italiane. Dal 2020 è nello staff tecnico del Team Colpack Ballan.

## Palmarès
- 1974 (V.C. Mantovani Rovigo)

Targa d'Oro Città di Legnano
5ª tappa Giro della Valle d'Aosta (Cogne > Donnaz)
- 1976 (V.C. Mantovani Rovigo)

Giro della Provincia di Rovigo
Memorial Coppi - Cabella Ligure
Medaglia d'Oro Fiera di Sommacampagna
Giro delle Valli Aretine

## Piazzamenti

### Grandi Giri
- Giro d'Italia

1977: 100º
1981: 89º
1982: 97º

### Classiche monumento
- Milano-Sanremo

1978: 95º
1979: 147º